# 金川英雄
金川英雄（日语：／ Kanekawa Hideo，1936年10月10日—），爱知县出身，日本前男子篮球运动员，所属俱乐部为八幡制铁所。他曾代表日本参加1960年夏季奥运会男子篮球比赛，最终队伍获得第十五名。